# 安田二郎 (証券評論家)
安田二郎（やすだ じろう、1940年2月4日-2008年1月30日 ）は、日本の証券評論家、作家。

## 略歴
東京生まれ。父も投資評論家の益田金六（本名・安田清臣）。慶應義塾大学文学部哲学科卒。株での利殖に関する評論のほか兜町などを舞台とした小説も多く書いた。晩年は静岡県熱海市の伊豆多賀にて執筆業務に専念。
2008年1月癌の為都内の病院で死亡。
配偶者安田萱子は詩人、長女は関西大学社会学部教授安田雪　次女はMPI(Meeting Professional International)日本支部会長（2018/20期）、日本コソボ協会の安田弓、長男安田潮太郎は都内商社勤務。

## 著書
- 『失敗しない株作戦 儲かる銘柄を見つける法』徳間ブックス 1979
- 『兜町の狩人 経済小説』亜紀書房 1980　『マネー・ハンター』講談社文庫 1983
- 『証券の時機がやって来た 「株の世界」はどう変わるか』こう書房 1981
- 『株の時代 二十一世紀への投資計画』こう書房 1981
- 『橋のある街 証券界小説』亜紀書房 1981
- 『兜町の黒い狼』(Kosaido blue books)広済堂出版 1982　のち文庫
- 『相場の燃える日』(Kosaido blue books)広済堂出版 1982　のち文庫
- 『新・間違いだらけの株』市場新聞社 1982
- 『銀行の憂鬱 いまの通貨体制に未来はあるか?』大陸書房 1982
- 『兜町崩壊 ドキュメント小説』サンケイ出版 1982　のち広済堂文庫
- 『ベンチャー株(秘)大作戦 発掘・入手・運用法のすべて』(イルカの本)プレジデント社 1983
- 『マネー危機 国際経済情報小説』講談社ノベルス 1983
- 『財産倍増の投資戦術 安田二郎が選んだ25テーマ250銘柄』有楽出版社 1984
- 『マネー・メーキング 新円札をどんどん殖やそう』エムジー出版 1984
- 『財産倍増の株式投資 25テーマ250銘柄を徹底検討』有楽出版社 1985
- 『兜町最前戦 金融情報小説』講談社ノベルス 1985
- 『株式20万円からの安田式投資法 失敗しない資金別新作戦』サンケイ出版 1985
- 『株で(金)1000万円大作戦』(Kosaido books)広済堂出版 1985
- 『国際マネー・ハンター 小説』(Kosaido blue books)広済堂出版 1985
- 『隠れ上昇株の見つけ方』ゴマブックス 1985
- 『わが家の「財産」倍増法』編著 広済堂出版 1985
- 『安田二郎の明解!株入門講座 証券マンの教えない株の買い方、売り方、儲け方』(Kosaido books)広済堂出版 1986
- 『実録株の世界』広済堂出版 1986
- 『株必勝・87年の有望株はこれだ! 暴落もデノミも怖くない株作戦の決め手』(Kosaido books)広済堂出版 1987
- 『兜町の女豹 傑作長篇経済小説』広済堂文庫 1987
- 『安田二郎の利殖大全』講談社 1988
- 『安田流株の儲け方 たかがされども』(Sun business)太陽企画出版 1988
- 『「株」がわかる暴落がわかる』天山ブックス 1988
- 『黒い兜町』天山文庫 1988
- 『間違いだらけの「株」』天山ブックス 1988
- 『飛び出し株知らなきゃ損する これが裏読み図式』(プレイブックス)青春出版社 1989
- 『マネー・マーケットをよむ 90年代の買える株 』ワニの本 ベストセラーズ 1990
- 『蘇る兜町 絶頂から崩壊そして復活への軌跡』太陽企画出版 1993
- 『富の道しるべ 炉辺財話』日本短波放送 1996
- 『株の道しるべ ころばぬ先の投資バイブル』日本短波放送 1996
- 『亡国の兜町 金融危機を生む腐蝕の構造を撃つ』太陽企画出版 1998
- 『株と釣り 相場に活かす釣りの知恵』同友館 1998

### 共著
- 『コミック版一番わかりやすい株入門』すがやみつる共著 講談社 1985
- 『一番わかりやすい株中級 コミック版』すがやみつる共著 講談社 1986
- 『注目株(買)指南甦える饅頭こわい』すがやみつる共著 (パラゴンブックス)エム・アイ・エー 1986